# Leon Bukowiński

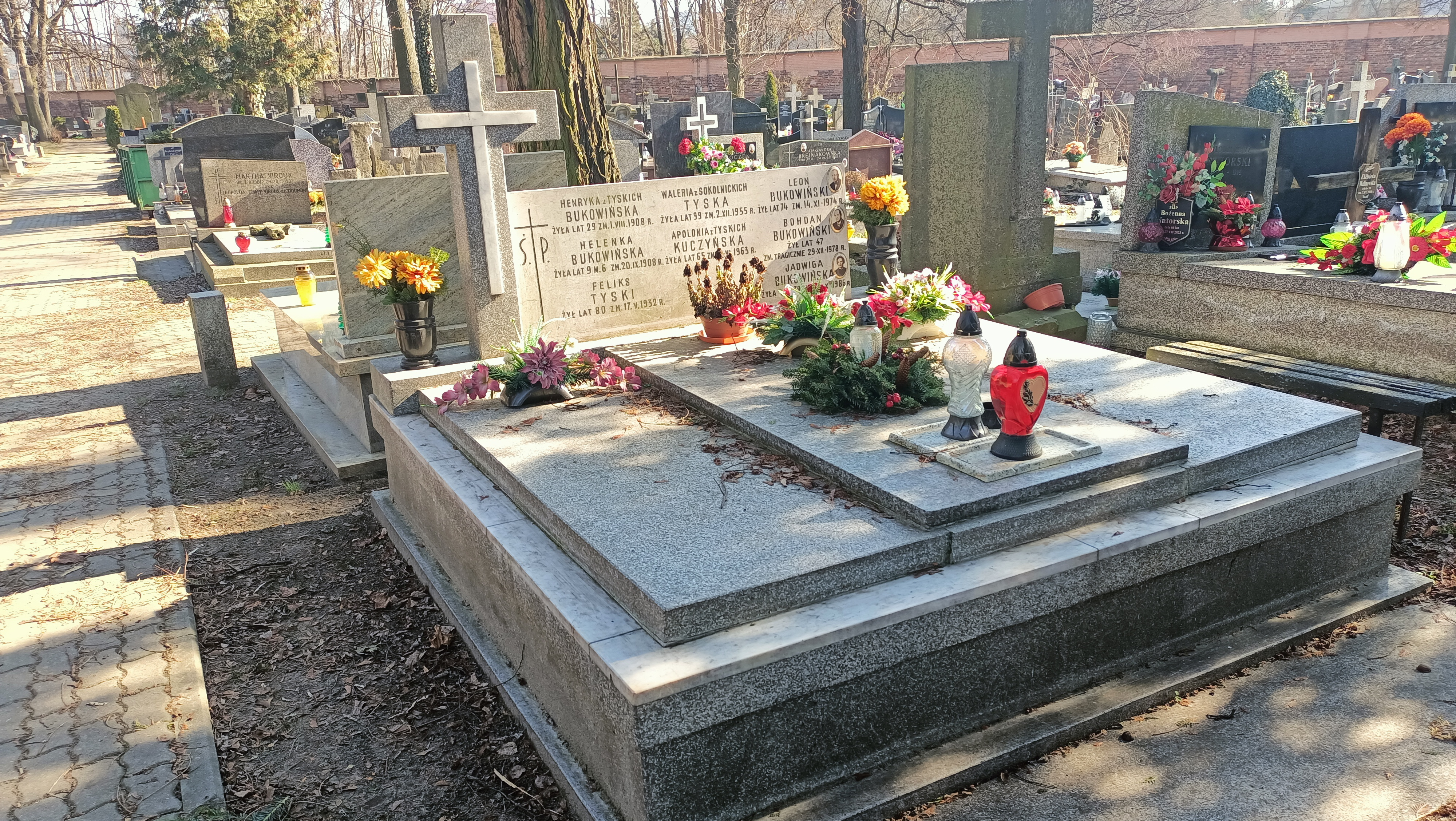
Grób Leona Bukowińskiego na cmentarzu Bródnowskim w Warszawie

Leon Franciszek Bukowiński (ur. 1900 w Warszawie, zm. 14 listopada 1974 tamże) – polski Sprawiedliwy wśród Narodów Świata, współpracownik Rady Pomocy Żydom „Żegota”. Podczas okupacji niemieckiej wraz z żoną Jadwigą Bukowińską i synami uratował 22 Żydów.

## Życiorys
Urodzony i wychowany w Warszawie Leon Franciszek Bukowiński w 1918 r. uczestniczył w rozbrajaniu wojsk niemieckich. Brał udział jako ochotnik w wojnie polsko-bolszewickiej w latach 1919–1921. Odznaczony medalem Dziesięciolecia Odzyskanej Niepodległości. Był zatrudniony jako urzędnik w warszawskim Zarządzie Miejskim. Zawarł związek małżeński z Jadwigą z domu Jaskółowską, z którą miał później dwóch synów, Bohdana i Tadeusza. Bukowińscy mieszkali na Grochowie do wybuchu II wojny światowej. Jesienią 1939 r. ich dom uległ zniszczeniu. Po późniejszym remoncie rodzina wróciła do dwóch przystosowanych do użytku pokoi. Leon Bukowiński był współpracownikiem Rady Pomocy Żydom "Żegota", gdzie przekazywał żywność oraz pieniądze. Oprócz tego udzielał Żydom schronienia w swoim domu, a także znajdował dla nich bezpieczne schronienie u zaufanych osób, m.in. przy ulicy Smolnej, na Saskiej Kępie oraz w Radości. Również pomagał w transporcie Żydów między kryjówkami. Zorganizował ucieczkę Wolfa (Władysława) Berlińskiego z Pawiaka. Praca w laboratorium policji kryminalnej pozwalała Bukowińskiemu zapewniać Żydom fałszywe dokumenty i uprzedzać przed donosami. Łącznie wraz z żoną udzielił pomocy 22 Żydom, m.in. czteroosobowej rodzinie Borensztajnów, małżeństwu Berlińskim, rodzinie Rokmanów, Strosbergów i innym. Ukrywający się doczekali wyzwolenia przez wojska sowieckie. Pięcioro z ocalałych, uratowanych przez Bukowińskiego Żydów wystosowało w 1947 r. list do Zarządu Gminy Żydowskiej wnosząc o „odznaczenie go na polu walki w obronie istnień ludzkich” oraz otoczenie go opieką „by z tytułu pracy w policji kryminalnej podczas okupacji niemieckiej nie miał żadnych przykrych konsekwencji”. Rodzina Bukowińskich pozostała w kontakcie z wieloma ocalonymi przez nich Żydami, również odwiedzając ich poza granicami kraju, m.in. w Montrealu i Izraelu.
W 1963 r. Leon Bukowiński wraz z żoną Jadwigą Bukowińską zostali odznaczeni medalami Sprawiedliwych wśród Narodów Świata. Na głazie przy parafii Najczystszego Serca Maryi w Warszawie przy ulicy Chłopickiego znajduje się tablica poświęcona pamięci małżeństwa Bukowińskich. Syn Bukowińskich, Tadeusz, został działaczem Polskiego Towarzystwa Sprawiedliwych wśród Narodów Świata. 
Pochowany na cmentarzu Bródnowskim w Warszawie (kwatera 29I-2-2).